# Hans Rotkirch
Hans Rotkirch, ursprungligen von Rothkirch, född 1595 i Tyskland, död 1654 i Norrköping, Östergötlands län, var en svensk militär och ämbetsman.

## Biografi
Rotkirch flyttade till Sverige och var 1617 beridare till hertig Johan av Östergötland. Han blev 4 maj 1624 ryttmästare i Östgöta ryttare. Rotkirch blev överstelöjtnant vid Östgöta ryttare och ståthållare på Nyköpings slott 20 april 1628. Den 25 februari 1630 blev han överste vid samma regemente och anförde detta vid slaget vid Breitenfeld 1631, vid övergången av Lech och i slaget vid Lützen 1632. Han blev stallmästare till drottning Kristina 30 oktober 1633 samt neutraliserad svensk och introducerad på Sveriges Riddarhus 1634 som nummer 175.
Han var landshövding i Södermanlands län från 29 april 1640 till 1648 och behöll även tjänsten som ståthållare på Nyköpings slott. Han var även häradshövding för Österrekarne härad från 1643. Rotkirch avled 1654 och begravdes i familjegraven i Östra Stenby kyrka.
Rotkirch ägde gårdarna Rotenberg och Näs säteri i Östra Stenby församling, Blommedal i Västra Ny församling, Nässelstad i Gryts församling och Köllitz i Kannepä församling (från 1625).

### Familj
Hans Rotkirch  var son till generalen Hans von Rothkirch och Catharina von Falkenhayn. Rotkirch var först gift från 1627 Catharina Margareta von Flans. Hon var dotter till kommendören Henning von Flans.
Rotkirch gifte sig andra gången med Elisabet Manteuffel. De fick tillsammans barnen hovmästaren Gustaf Rotkirch (död 1656), Hans Rotkirch (död 1660), löjtnant Rotkirch (död 1656), kaptenen Christina Rotkirch (död 1691) och löjtnant Rotkirch (död 1659).
Rotkirch var från 13 augusti 1637 gift med Margareta Andersdotter Oxehufvud. Hon var dotter till överste kvartermästaren Anders Olofsson Oxehufvud och Margareta Lillie af Greger Mattssons ätt. De fick tillsammans barnen majoren Anders Rotkirch, kaptenen Henrik Rotkirch (död 1708), kaptenen Lennart Rotkirch (död 1697), vice amiralen Fredrik Rotkirch (död 1696), kaptenen Carl Rotkirch (1647–1702), löjtnanten Magnus Rotkirch (död 1717), Catharina Rotkirch, Maria Rotkirch, Margareta Rotkirch, Elisabet Rotkirch, hovfröken Brita Rotkirch på Stegeborg och ytterligare fem söner.